# Neuenburger Revolution
Die Neuenburger Revolution (französisch Révolution neuchâteloise) war eine erfolgreiche Volkserhebung am 1. März 1848 gegen König Friedrich Wilhelm IV. von Preussen. Sie gehört zu den Revolutionen 1848/1849 in Europa und hatte die Gründung der Republik und des Kantons Neuenburg (République et Canton de Neuchâtel) zur Folge.

## Geschichte

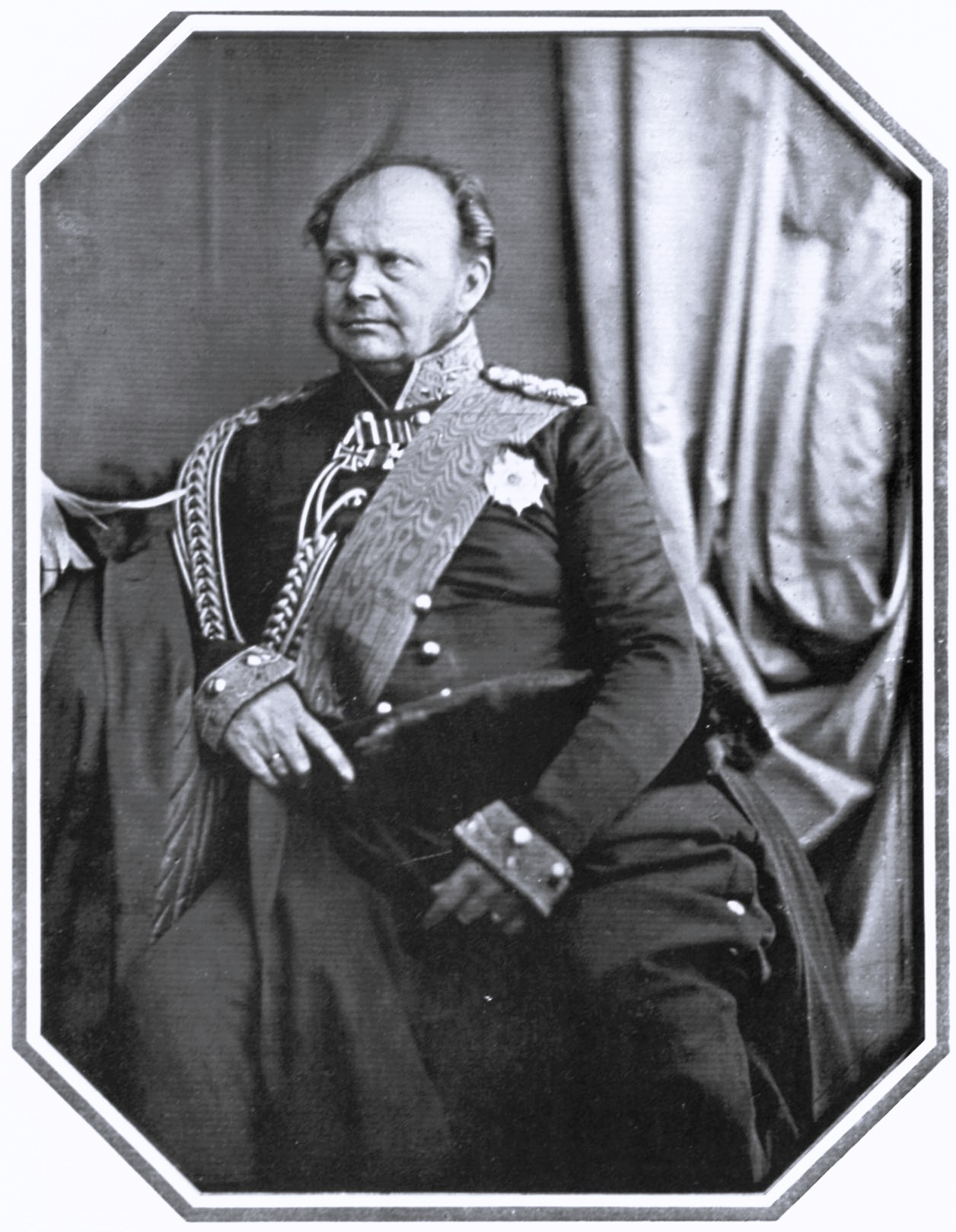
Friedrich Wilhelm IV., 1847

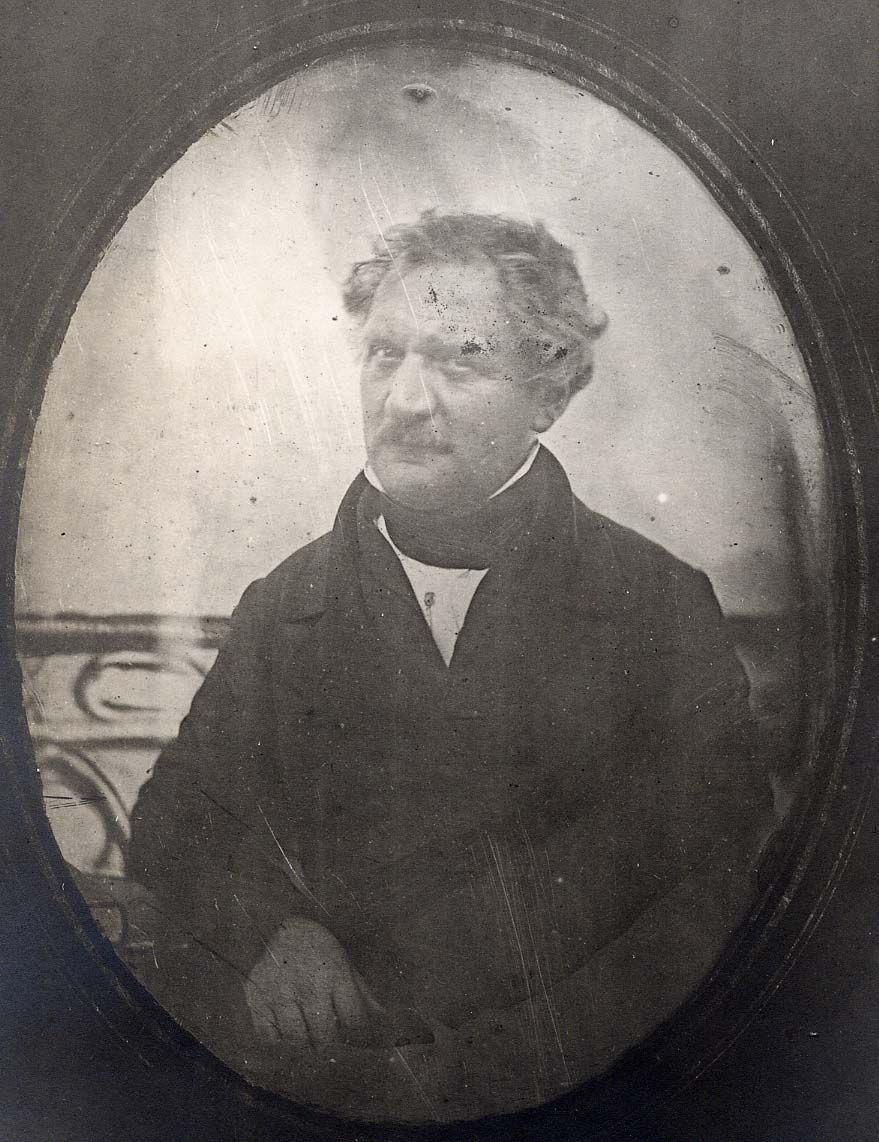
Fritz Courvoisier, um 1850

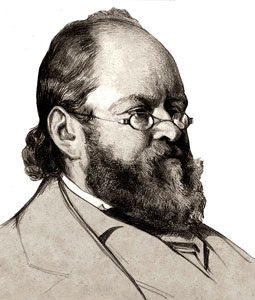
Alexis-Marie Piaget, 1848

Im Jahr 1707 hatten die drei Stände (Trois-États) Friedrich I. von Preussen als Nachfolger von Marie de Nemours zum Fürsten von Neuenburg gewählt. Nach der Interimsherrschaft Marschall Berthiers (1806–1814) war Neuenburg seit 1814 «Schweizer Kanton und preussisches Fürstentum». Im September und Dezember 1831 hatte Alphonse Bourquin zwei erfolglose Aufstände gegen die Herrschaft Friedrich Wilhelms III. angeführt, die der eingesetzte Gouverneur Ernst von Pfuel mit eidgenössischer Hilfe niederschlagen konnte.
Ende Februar 1848 erreichten die Nachrichten von der Februarrevolution im benachbarten Frankreich den Kanton Neuenburg. In Le Locle hissten am Abend des 28. Februar Republikaner vor dem Hotel «Fleur-de-Lys» als Provokation eine Schweizer Flagge. Es kam zu einer folgenlosen Auseinandersetzung mit der Polizei. Die Republikaner erreichten sogar das Stillhalten der militärischen Führung. Die unruhige Stimmung griff wenige Stunden später auf La Chaux-de-Fonds und Val-de-Travers über. Revolutionskomitees organisierten sich und machten mobil. Um die Errichtung einer Republik sicherzustellen, versuchten sie die Fehler von 1831 zu vermeiden, und sorgten einerseits für militärische und andererseits für politische Vorbereitungen.
Am Morgen des 1. März marschierte eine Kolonne von rund 800 Freiwilligen nach Neuenburg. Die bewaffneten Männer waren in La Chaux-de-Fonds auf die Republik und den Kanton Neuenburg vereidigt worden. Sie hatten auch geschworen, die militärische Disziplin der Schweizerischen Eidgenossenschaft strikt einzuhalten. Die Führung übernahmen Fritz Courvoisier und Ami Girard. Die Truppe kam nur langsam voran. Es schneite in Schüben, und zwei Pferde mit Keilpflügen mussten den Weg durch tiefen Schnee bahnen. Am Mittag konnte der Pass Vue des Alpes erreicht werden. Im Val de Ruz verstärkten weitere hundert Patrioten die Truppe. In Malvilliers kapitulierte eine kleine königstreue Einheit, und bei Valangin wurden zwei Kanonen erbeutet.
Am späten Nachmittag stoppte die Kolonne auf den Höhen oberhalb der Stadt Neuenburg am Pierre-à-Bot, um auf Befehle der provisorischen Regierung zu warten. Da die Anführer keinen grösseren Widerstand erwarteten, setzten sie den Marsch nach Einbruch der Dunkelheit fort. Am Abend des 1. März erreichten sie die stille und ruhige Hauptstadt, ihr Ziel war das Schloss. Verstärkt um Freiwillige aus anderen Regionen des Kantons, insbesondere aus dem Val de Travers, eroberte die Truppe ohne Schwierigkeiten das Schloss. Die Regierung des Fürstentums vermied eine bewaffnete Konfrontation und verliess den Schauplatz. Ihre Mitglieder wurden am nächsten Tag festgenommen.
Noch in der Nacht nahm die zehnköpfige provisorische Regierung ihre Arbeit unter dem Vorsitz von Alexis-Marie Piaget auf. Erhard Borel wurde Kanzler. Die Regierung berief einen Verfassungsrat unter Vorsitz von Piaget ein. Verwaltungskomitees kontrollierten das Land und organisierten die Wahlen in den Gemeinden. Die am 25. April verabschiedete Verfassung wurde fünf Tage später mit einer Mehrheit von 5813 zu 4395 Stimmen angenommen. Die Royalisten hatten die Wahl boykottiert. Die Wähler erteilten gleichzeitig ihre Zustimmung zur Überführung des Verfassungsrats in den ersten Grossrat. Der neu gebildete, siebenköpfige Staatsrat widmete sich der Kantonsgesetzgebung. Am 4. Mai 1848 endete die Tätigkeit der provisorischen Regierung.
Die junge Republik von 1848 schuf beständige Institutionen. Der Fürst hatte seine Untertanen unmittelbar nach der Revolution von der Eidespflicht entbunden, verzichtete aber nicht auf seine Rechte über das Fürstentum. Seine Anhänger, die Royalisten, wagten am 3. September 1856 einen bewaffneten Aufstand und eroberten für kurze Zeit das Schloss. Im folgenden Neuenburgerhandel drohte 1857 ein Krieg zwischen Preussen und der Schweiz. Frankreich schaltete sich ein, und im März verhandelten die Grossmächte auf der Pariser Konferenz. Im Vertrag vom 26. Mai 1857 verzichtete König Friedrich Wilhelm IV. auf Neuenburg, behielt aber den Titel «Fürst von Neuenburg und Graf von Valangin», den die Schweiz nicht anerkannte. Im Gegenzug wurde seinen am Aufstand beteiligten Anhängern Amnestie gewährt.

## Belege
1. 1 2 3 4 5  ne.ch: La Révolution de 1848. (französisch, abgerufen am 9. November 2023)
2. 1 2  Jean-Marc Barrelet: Neuenburg (Kanton). Die Grundlagen der Republik. In: Historisches Lexikon der Schweiz.  30. Mai 2017.
3. ↑  Rita Stöckli: Neuenburgerhandel. In: Historisches Lexikon der Schweiz.  15. Juni 2020.